# Pont del Fossat del castell cartoixa de Vallparadís
El Pont del Fossat del castell cartoixa de Vallparadís és una obra del municipi de Terrassa (Vallès Occidental) inclosa en l'Inventari del Patrimoni Arquitectònic de Catalunya. És un pont d'un sol arc, fet amb pedra i sobre el fossat del castell.